# 진의 흉노 원정
기원전 215년, 진 시황제는 장군 몽염에게 오르도스의 흉노 부족들을 정벌하고, 황하의 만곡부에 국경 지역을 설정하라고 명령했다. 흉노가 이전에 중국 땅을 반복적으로 약탈하여 위협이 될 수 있다고 믿었기 때문에, 황제는 제국을 확장할 의도로 흉노에 대한 선제 공격을 감행했다.

## 경과
기원전 215년, 몽염은 흉노를 물리치고, 그들을 오르도스에서 몰아내고 그들의 본거지를 점령하는 데 성공했다. 몽염의 손에 비참한 패배를 당한 후, 흉노의 지도자 두만선우는 멀리 북쪽 몽골고원으로 도피해야 했다.

## 영향
유목민에 대한 승리 후, 몽염은 후에 만리장성으로 알려지게 될 요새 방어선을 구축하여 국경을 확보하라는 지시를 받았다. 태자 부소와 몽염 장군은 섬서성 유림시 수덕현의 수비대에 주둔하며 곧 성벽 방어선 건설을 시작했는데, 이는 진, 연, 조 국가들의 오래된 성벽들과 연결될 것이었다.
북방 확장으로 인해 진 제국이 흉노에게 가한 위협은 궁극적으로 통일된 중국 국가에 맞서 연합하면서 많은 다른 흉노 부족들의 재편성으로 이어졌다.

## 같이 보기
- 한-흉노 전쟁
- 진나라의 백월 정벌
- 조-흉노 전쟁

## Bibliography
- Beckwith, Christopher I. (2009). 《Empires of the Silk Road: A History of Central Eurasia from the Bronze Age to the Present》. Princeton: Princeton University Press. ISBN 9780691150345.
- Cheng, Dalin (2005). 〈The Great Wall of China〉. 《Borders and border politics in a globalizing world》. Lanham: SR Books. ISBN 0-8420-5103-1.
- Cosmo, Nicola Di (1999). 〈The northern frontier in pre-imperial China〉. 《The Cambridge history of ancient China: From the origins of civilization to 221 B.C.》. Cambridge: Cambridge University Press. ISBN 0-521-47030-7.
- Ebrey, Patricia Buckley; Walthall, Anne; Palais, James B. (2009). 《East Asia: A cultural, social, and political history》 2판. Boston: Houghton Mifflin. ISBN 978-0-547-00534-8.
- Higham, Charles F.W. (2004). 《Encyclopedia of ancient Asian civilizations》. New York: Facts On File. ISBN 0-8160-4640-9.